# São Sebastião Museum
São Sebastião Museum ist das Nationalmuseum des Inselstaates São Tomé und Príncipe im Golf von Guinea. Das Museum befindet sich in der Hauptstadt São Tomé und ist in der Festung Forte de São Sebastião aus dem 16. Jahrhundert untergebracht. Das Gebäude liegt im nordöstlichen Teil des Stadtzentrums am Südostende der Baía de Ana Chaves. Das Museum präsentiert religiöse Kunst und Artefakte der Kolonialzeit. Die Festung wurde 1566 von den Portugiesen errichtet um den Hafen und die Stadt São Tomé gegen Angriffe von Piraten zu verteidigen. Das São Sebastião Lighthouse wurde 1866 in der Festung errichtet und 1928 erneuert. Die Festung wurde Ende der 1950er restauriert.

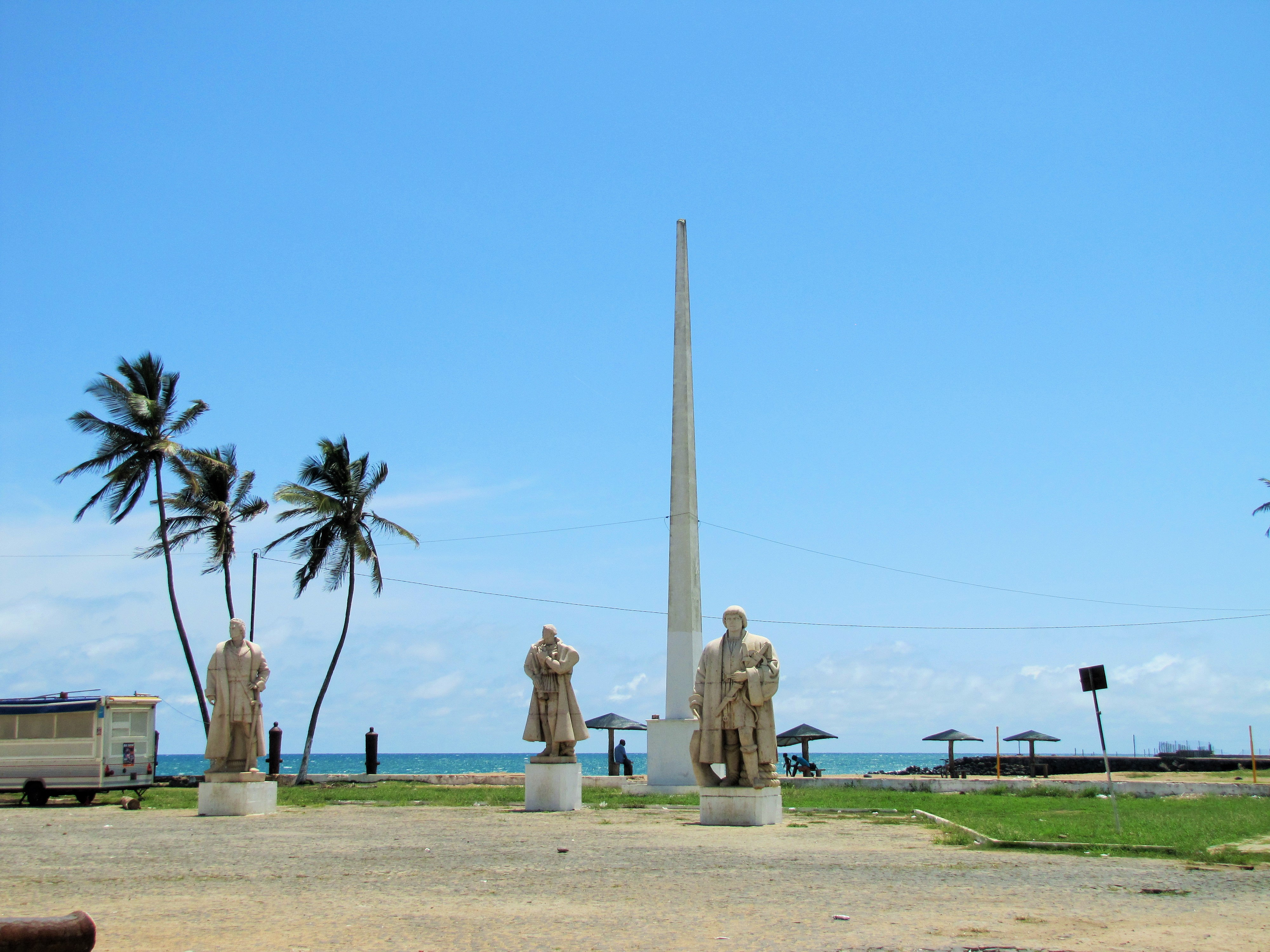
Drei der Entdecker-Statuen vor dem Museum.